# Sovjetunionens Venner (Norge)
Sovjetunionens Venner var en organisation i Norge, som fremmede relationer med Sovjetunionen. Organisationen blev grundlagt i 1928 , og arbejdede tæt sammen med Norges Kommunistiske Parti.
Adam Egede-Nissen var organisationens formand fra 1933-1935 , og fra 1935 til 1940 var Nordahl Grieg organisations formand.
Organisationen blev sammen med Kommunistpartiet gjort forbudt under den Tyske bestættelse den 16. august 1940 .